# Coluche 1 faux
Coluche 1 faux est une émission de télévision animée par Coluche du 7 octobre 1985 au 6 février 1986.

## Fiche technique
- Présentation : Coluche
- Genre : comédie
- Années de diffusion : 1985 - 1986
- Chaîne de diffusion : Canal+

## Historique
L'émission est au départ une proposition lancée par Canal Plus juste après sa création le 4 novembre 1984,, promue notamment par Alain De Greef,,. Il s'agit d'une carte blanche est offerte à Coluche par Philippe Gildas et Pierre Lescure. Elle s'appelle Un faux, et doit être diffusée un quart d'heure, tous les soirs, en direct, sans décodeur.

« Je veux faire un journal sans cravate, même de l'intérieur. Si tu veux, ce sera un contrepoint aux journaux de 20 heures. S'ils ne sont pas contents de la concurrence et qu'ils veulent me voir, c'est facile: ils disent les titres jusqu'à 20h15, ils s'arrêtent, et ils recommencent à 20h30 ».

— Coluche

« L'esprit, ce sera un peu Le Café de l'Europe, cette émission du début des années soixante, sur Europe 1, qui réunissait des gens comme Maurice Biraud et Yvan Audouard. Ils commentaient l'actualité à leur manière. Imprévisible. »

— Pierre Lescure
Le 3 février 1986, Coluche invite le groupe Les Charlots pour la promotion des Restaurants du Cœur. Ça cartoon remplace ensuite son émission après un bref intermède ce même mois.
Coluche ne devait pas reprendre l'émission à la rentrée 1986, l'équipe de Canal+ misant sur de jeunes comédiens animateurs, dont le nom de scène va rapidement devenir Les Nuls, menés par Bruno Carette. Globalement, à l'époque, Coluche était jugé trop présent dans les médias par une grande partie du public : il animait déjà une émission sur Europe 1 le matin, et ses 15 minutes au journal de Canal+ le soir n'étaient qu'un condensé de ses sketches du matin. Aussi, à partir de septembre 1986, Coluche souhaite se consacrer à son spectacle, et reprendre sa carrière au cinéma ainsi qu'aux Restaurants du Cœur nouvellement créés depuis la rentrée 1985.